# کی‌کی سوکزانه
کی‌کی سوکِزانه (به انگلیسی: Kiki Sukezane) (به ژاپنی: 祐真 キキ Sukezane Kiki) یک بازیگر و رزمی‌کار ژاپنی است که بیشتر برای ایفای نقش شخصیت میکو اوتومو در مینی‌سریال قهرمان‌ها: تولد دوباره شهرت دارد.

## فیلم‌ها
- ترس در نقش یوکو (نقش اصلی فصل ۲)
- قهرمان‌ها: تولد دوباره در نقش میکو اوتومو یا دختر شمشیرزن (نقش اصلی)
- گمشده در فضا در نقش آیکو (نقش دوره ای)
- وست‌ورلد در نقش ساکورا (۲ قسمت)
- پرنده زلزله در نقش ناتسوکو